# Miconia jimenezi
Miconia jimenezi är en tvåhjärtbladig växtart som beskrevs av Walter Stephen Judd och R.S.Beaman. Miconia jimenezi ingår i släktet Miconia och familjen Melastomataceae. Inga underarter finns listade i Catalogue of Life.